# 6576 Kievtech
6576 Kievtech este un asteroid din centura principală de asteroizi.

## Descriere
6576 Kievtech este un asteroid din centura principală de asteroizi. A fost descoperit pe 5 septembrie 1978 la Observatorul de Astrofizică din Crimeea de Nikolai Cernîh. El prezintă o orbită caracterizată de o semiaxă mare de 3,11 ua, o excentricitate de 0,18 și o înclinație de 2,6° în raport cu ecliptica.